# Hiltrud Breyer

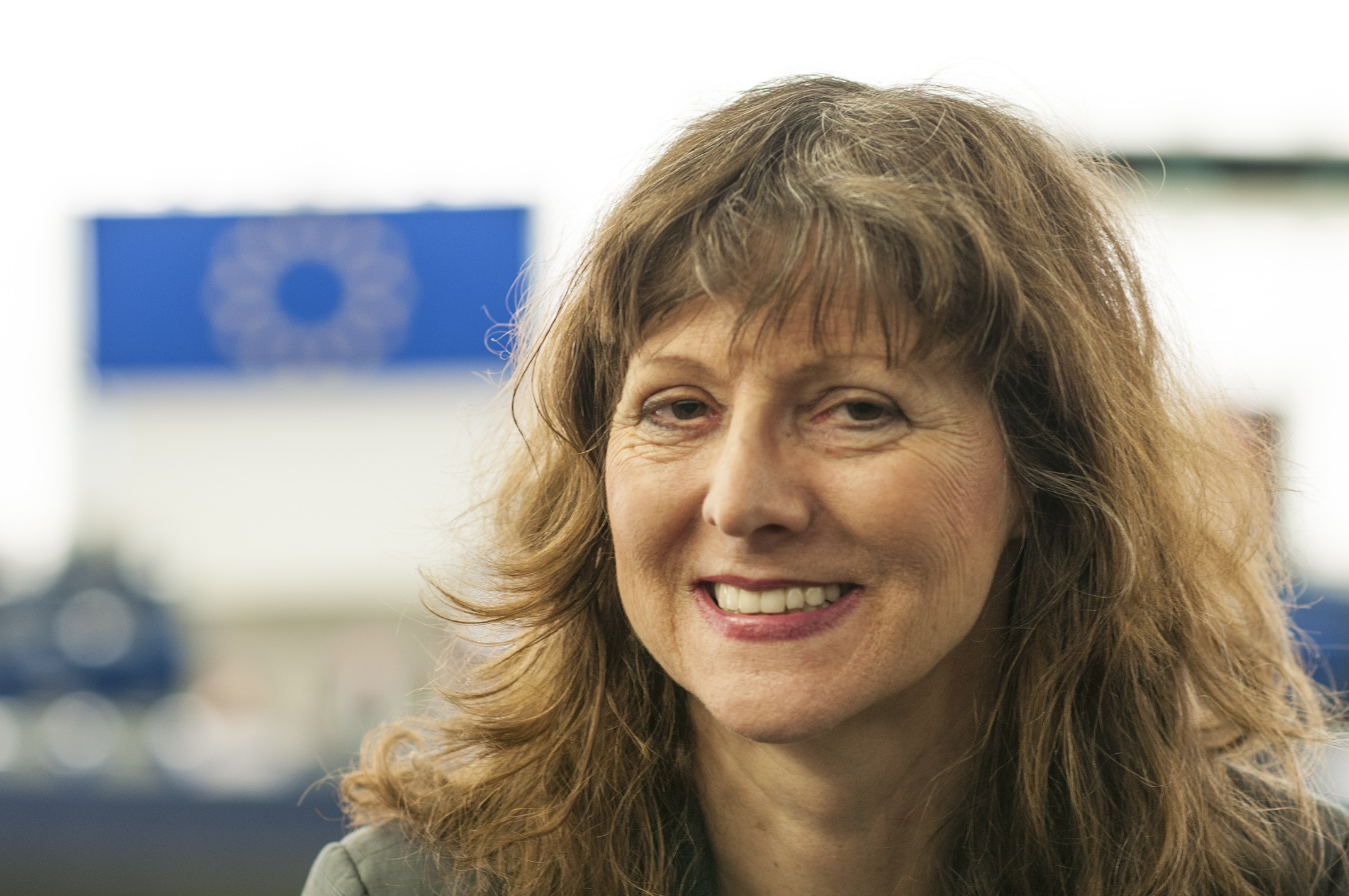
Hiltrud Breyer 2014

Hiltrud Breyer (* 22. August 1957 in Saarbrücken) ist eine deutsche Politikerin (Bündnis 90/Die Grünen).

## Leben und Beruf
Hiltrud Breyer wuchs in der Grenzregion Saar-Lor-Lux auf, dort wurde sie aktiv im Widerstand gegen das Kernkraftwerk Cattenom in Lothringen. Breyer arbeitete zunächst in einem Kindergarten und holte dann das Abitur auf dem Zweiten Bildungsweg nach. Anschließend absolvierte sie ein Studium der Politikwissenschaften an der Universität des Saarlandes in Saarbrücken und der Freien Universität Berlin, das sie als Diplom-Politologin beendete. Anschließend war sie in Forschungseinrichtungen tätig.
Hiltrud Breyer war verheiratet und hat aus dieser Ehe zwei Kinder.

## Partei
Sie ist Gründungsmitglied der Partei Die Grünen und seit 1979 im Landesverband Saarland. Später war sie Sprecherin des Landesvorstandes der Grünen im Saarland. Hiltrud Breyer war zwischenzeitlich Mitglied im Bundesfrauenrat und im Länderrat von Bündnis 90/Die Grünen.

## Abgeordnete
Von 1989 bis 2009 war sie Mitglied des Europäischen Parlaments und gehörte dort der Fraktion Die Grünen/Europäische Freie Allianz an. Sie war Mitglied im Ausschuss für Umweltfragen, Volksgesundheit und Lebensmittelsicherheit, im Ausschuss für die Rechte der Frau und die Gleichstellung der Geschlechter und in der Delegation für die Beziehungen zu Japan. Außerdem begründete sie die fraktionsübergreifende EP-Intergruppe Bioethik, deren Vorsitzende sie war. Daneben war sie Vizepräsidentin der EP-Intergruppe Gesundheit und Verbraucherschutz und aktives Mitglied in der Intergruppe „Animal Welfare“ (Tierschutz). Sie veröffentlichte 2003 das EU-Umwelthandbuch: keine Angst vor Brüssel.
Im Jahr 2009 erreichte Breyer ein Verbot der PBT-Stoffe in der Europäischen Union. Diese Stoffe sind für die Umwelt besonders gefährliche Chemikalien, die persistent, bioakkumulierend und toxisch sind und für die Colony Collapse Disorder (Bienentod) mitverantwortlich sind. Damit wurden erstmals Bienen geschützt. Daneben hat sie als Berichterstatterin der Verordnung (EG) Nr. 1107/2009 (Pflanzenschutzmittelverordnung) durchgesetzt, dass die Kommission erstmals Kriterien für hormonähnliche Substanzen (Endokrine Disruptoren) festlegen muss.
Sie hat maßgeblich die EU-Gesetzgebung zur Gentechnik beeinflusst, insbesondere das Koexistenzgebot sowie Regelungen zur Haftungs- und Kennzeichnungspflicht.
Zum 31. Oktober 2013 zog sie als Nachrückerin für Franziska Brantner erneut in das Europäische Parlament ein. Zur Europawahl 2014 wurde sie nicht als Kandidatin aufgestellt. Zu ihrem Abschied aus dem EU-Parlament veröffentlichte Breyer das Buch Giftfreies Europa, an dem zahlreiche Umweltverbände mitwirkten.
Breyer engagiert sich seitdem im wissenschaftlichen Beirat der Coordination gegen BAYER-Gefahren (CBG).
Breyer ist offizielle Mitunterstützerin der überwachungskritischen Datenschutzdemonstration Freiheit statt Angst.

## Ehrungen
- Bundesverdienstkreuz am Bande für ihre Arbeit im Verbraucherschutz (12. Januar 2001)[5]
- Medienpreis Goldene Ente der Landespressekonferenz Saar für herausragende Pressearbeit (1997)[6]